# Calmestrand
Carla Åke Allan Calmestrand, med artistnamnet Calmestrand, född 20 juli 1952 i Trollhättan, är en svensk musiker och konstnär.
Carla Calmestrand gör avantgarde synthmusik och har släppt tre album på skivbolaget Liphone.

## Diskografi

### Leaving (2000)
Låtlista:
- Before Leaving
- Openminded
- Influenced
- Soul Distress
- Recollection
- Separation
- Relieved
- Leaving

### Homeless (2001)
Låtlista:
- Astray
- Sorrow
- Emo Fist
- State of Fact
- The Border
- Seeking
- Homeless
- Surrender

### After The Huntingseason (2023)
Låtlista:
- Attentive
- Touching the Surface
- Discovery
- Watching
- Unarmed
- Despair
- After the Huntingseason
- Contemplating
- Moving On